# Nguyễn Chí Thiện
Nguyễn Chí Thiện (27 tháng 2 năm 1939 – 2 tháng 10 năm 2012) là một nhà thơ và nhà bất đồng chính kiến người Việt Nam. Ông đã bị nhà chức trách Việt Nam Dân chủ Cộng Hòa, tiếp đó là Cộng hòa Xã hội chủ nghĩa Việt Nam bắt giam tổng cộng 27 năm tù vì tội "phản tuyên truyền".

## Tiểu sử
Nguyễn Chí Thiện sinh trưởng tại Hà Nội, có một thời gian đi dạy học. Trong một bài giảng môn Sử năm 1960, do giảng bài không theo quan điểm nhà cầm quyền Bắc Việt Nam nên ông bị bắt vì tội "phản tuyên truyền".
Ông được thả năm 1964. Đến năm 1966 ông lại bị bắt giam vì làm thơ đả phá chế độ Cộng sản Hà Nội. Lần này ông bị giam đến năm 1977.
Năm 1979 Nguyễn Chí Thiện tìm cách chuyển tập thơ "Hoa Địa ngục", do ông viết, cho nhân viên Sứ quán Anh tại Hà Nội. Vì lý do trên ông lại bị nhà chức trách bắt. Đến ngày 28 tháng 10 năm 1991 Nguyễn Chí Thiện được ra tù.
Năm 1994 ông được Tổ chức Theo dõi Nhân quyền trao giải thưởng Hellman/Hammett.
Tháng 1 năm 1995 ông được xuất cảnh sang Hoa Kỳ qua sự vận động của Đại tá Không quân Hoa Kỳ Noboru Masuoka.

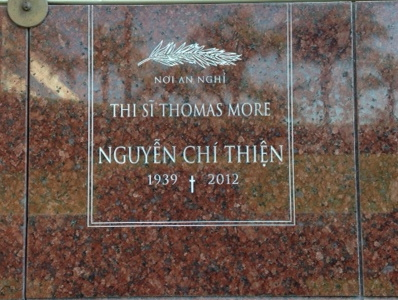
Mộ chí thi sĩ Nguyễn Chí Thiện tại Nhà thờ chính tòa Chúa Kitô ở Quận Cam, California.

Nguyễn Chí Thiện qua đời ngày 2 tháng 10 năm 2012 tại Santa Ana, Quận Cam, California, Hoa Kỳ. Ông được chôn tại Nghĩa trang 13280 Chapman Ave., Garden Grove, California.

## Tác phẩm văn học

### Thơ
Tập thơ Hoa Địa ngục của ông xuất hiện ở hải ngoại vào năm 1980 sau khi tác phẩm này được lén đưa vào Tòa đại sứ Anh tại Hà Nội và được Giáo sư Patrick J. Honey thuộc Đại học Luân Đôn (University of London), nhân chuyến đi Việt Nam năm 1979, mang được ra ngoài nước để phổ biến. Kèm trong tập thơ 400 trang viết tay này là lá thư mở đầu với lời ngỏ:
| “ | Nhân danh hàng triệu nạn nhân vô tội của chế độ độc tài, đã ngã gục hay còn đang phải chịu đựng một cái chết dần mòn và đau đớn trong gông cùm cộng sản, tôi xin ông vui lòng cho phổ biến những bài thơ này trên mảnh đất tự do của quý quốc. Đó là kết quả 20 năm làm việc của tôi, phần lớn được sáng tác trong những năm tôi bị giam cầm. | ” |

Tập thơ này được coi như một thiên hồi ký về cuộc đời tù tội trong xã hội cộng sản dưới chế độ toàn trị bắt đầu từ thập niên 1950. Năm 1997 cuốn hồi ký Đêm giữa ban ngày của Vũ Thư Hiên xuất bản ở hải ngoại có nhắc tới Nguyễn Chí Thiện, bạn tù của tác giả. 40 năm sau, một tác phẩm văn chương khác xuất phát từ Việt Nam là tiểu thuyết Chuyện kể năm 2000 của Bùi Ngọc Tấn cũng là một tác phẩm nói đến chế độ tù ngục.
Vì tập thơ không ghi tên tác giả nên lần in đầu tiên năm 1980 do "Ủy ban Tranh đấu cho Tù nhân Chính trị tại Việt Nam" phát hành tại Washington DC ghi tác giả là "Khuyết danh" hay "Ngục Sĩ" với tựa Tiếng Vọng Từ Đáy Vực. Dịch bản tiếng Anh mang tên Cry from the Abyss.
Năm 1981, ấn bản khác của báo Văn nghệ Tiền phong phát hành ở hải ngoại được ra mắt dưới tựa Bản Chúc thư Của Một Người Việt Nam. Tên khác nữa là Quê hương tù ngục.
Nhan đề Hoa Địa ngục được dùng lần đầu tiên năm 1984 khi Yale Center for International & Area Studies in bản tiếng Anh Flowers from Hell do Huỳnh Sanh Thông dịch. Sau này người ta mới biết đến tên Nguyễn Chí Thiện.
Một số bài thơ trong Hoa Địa ngục đã được nhạc sĩ Phạm Duy phổ nhạc trong tập Ngục ca. Nhạc sĩ Phan Văn Hưng thì phổ nhạc bài "Sẽ có một ngày".
Cũng vì tập thơ này năm 1985 Nguyễn Chí Thiện đoạt giải "Thơ Quốc tế Rotterdam" (Rotterdam International Poetry Prize). Năm 1988 ông thắng giải "Freedom to Write".
Trong khi ông bị giam cầm, vì tên tuổi ông được biết đến nhiều, những hội đoàn như Tổ chức Ân xá Quốc tế (Amnesty International), Tổ chức Theo dõi Nhân quyền (Human Rights Watch) cùng những chính khách như Léopold Senghor (cựu Tổng thống Sénégal), John Major (cựu Thủ tướng Anh) và vua Hussein của Jordan từng lên tiếng tranh đấu cho ông được thả.
Năm 2006 tập thơ gồm hơn 700 bài của ông được đúc kết lại với đúng tên tác giả đã ra mắt độc giả người Việt hải ngoại một lần nữa và được đón nhận nồng nhiệt.
Lời thơ có những đoạn tiêu biểu sắt thép như:
Trong bóng đêm đè nghẹt
Phục sẵn một mặt trời
Trong đau khổ không lời
Phục sẵn toàn sấm sét
Trong lũ người đói rét
Phục sẵn một đoàn quân
Khi vận nước xoay vần
Tất cả thành nguyên tử...
Kẻ bùi ngùi hối hận
Kẻ kính cẩn dâng lên
Này vòng hoa tái ngộ
Đặt lên mộ cha ông
Khai sáng kỷ nguyên Tã Trắng thắng Cờ Hồng...
Tiếng mục đồng êm ả, tình quê bao la
Thay tiếng "Quốc tế ca"
Bằng tiếng diều cao vút trong chiều tà
Trên ruộng đồng quê ta...
Tập thơ Hoa Địa ngục còn được dịch ra tiếng Đức: tựa Echo aus dem abgrund, tiếng Hà Lan: Bloemen Uit de Hel, tiếng Hàn, tiếng Hoa: 花从地狱来 (phiên âm Hán – Việt: Hoa tòng địa ngục lai), tiếng Pháp: Fleurs de l'Enfer, tiếng Tây Ban Nha: Flores del Infierno và tiếng Séc: Básně z pekla.
"Hoa Địa ngục" là tên tác giả đã chọn ghi ở cuối lá thư đính kèm với tập thơ được lén đưa vào Tòa đại sứ Anh ở Hà Nội.
Địa vị văn học của ông được ghi nhận trong cuốn Who’s who in Twentieth-century World Poetry do Mark Willhard chủ biên (London & New York, Routledge, 2000).

### Văn xuôi
Năm 2001, tập truyện Hỏa Lò của ông được Nhà xuất bản Cành Nam ở Arlington, Virginia đem in cùng Tổ hợp Xuất bản miền Đông Hoa Kỳ phát hành năm 2001, rồi tái bản năm 2007. Cũng trong năm 2007, tập truyện cùng với thơ ông được dịch ra tiếng Anh, nhan đề Hoa Lo/Hanoi Hilton Stories do Yale University Southeast Asia Studies xuất bản. Bản dịch có sự đóng góp của giáo sư Nguyễn Ngọc Bích, Trần Văn Điền, Vann Saroyan Phan và Nguyễn Kiếm Phong.
Trong phần tự truyện ông ghi lại những kỷ niệm tù đày với người bạn tù Phùng Cung.
Năm 2008 Hai Truyện Tù/Two Prison Life Stories, một tác phẩm song ngữ Việt – Anh được xuất bản ở Mỹ với sự cộng tác của Jean Libby, Tran Trung Ngoc và Christopher McCooey.

### Tiếng Việt

#### Thơ và văn xuôi
- Hoa Địa ngục, thơ

#### Phỏng vấn
- Bùi Văn Phú, Hai giờ với thi sĩ Nguyễn Chí Thiện kỳ 1, Talawas, 19.11.2007

#### Lý lịch và phê bình văn học về Nguyễn Chí Thiện
- "Nhà thơ Nguyễn Chí Thiện và tập thơ Hoa Địa Ngục" RFA tường trình, 25.6.2006[liên kết hỏng]

#### Tưởng nhớ
- "Chí Thiện đối mặt với Cực Ác" của Bùi Tín
- Nguyễn Chí Thiện – một mẩu chuyện đời của Thu Hien Vu (Facebook – 10.2015)

### Tiếng Anh

#### Thơ và văn xuôi
- Nguyen Chi Thien bibliography, biography, memoir and poetry at Viet Nam Literature Project Lưu trữ ngày 12 tháng 10 năm 2012 tại Wayback Machine
- Hoa Lo/Ha Noi Hilton Stories at Yale Southeast Asia Studies Viet Nam Publications Lưu trữ ngày 31 tháng 10 năm 2007 tại Wayback Machine

#### Lý lịch và phê bình văn học về Nguyễn Chí Thiện
- Wikivietlit: Nguyen Chi Thien[liên kết hỏng]
- The Solzhenitsyn of Viet Nam, by Michael Lind